# 자그레브 대성당
자그레브 대성당 또는 자그레브 주교좌 성당(크로아티아어: Zagrebačka katedrala)은 크로아티아 자그레브에 있는 가장 유명한 건물로 캅톨 언덕 위에 세워져 있는 가장 높은 건물이다. 주보성인은 하늘나라로 승천한 성모 마리아와 성 스테파노, 성 라디슬라오이다. 대성당과 대성당 내부의 제의실은 전형적인 고딕 양식이며, 건축학적으로 가치가 대단히 높다. 대성당의 첨탑은 시내 어느 곳에서도 볼 수 있을 정도로 높다.

## 미디어
- KBS 1TV : 《걸어서 세계속으로》

## 사진

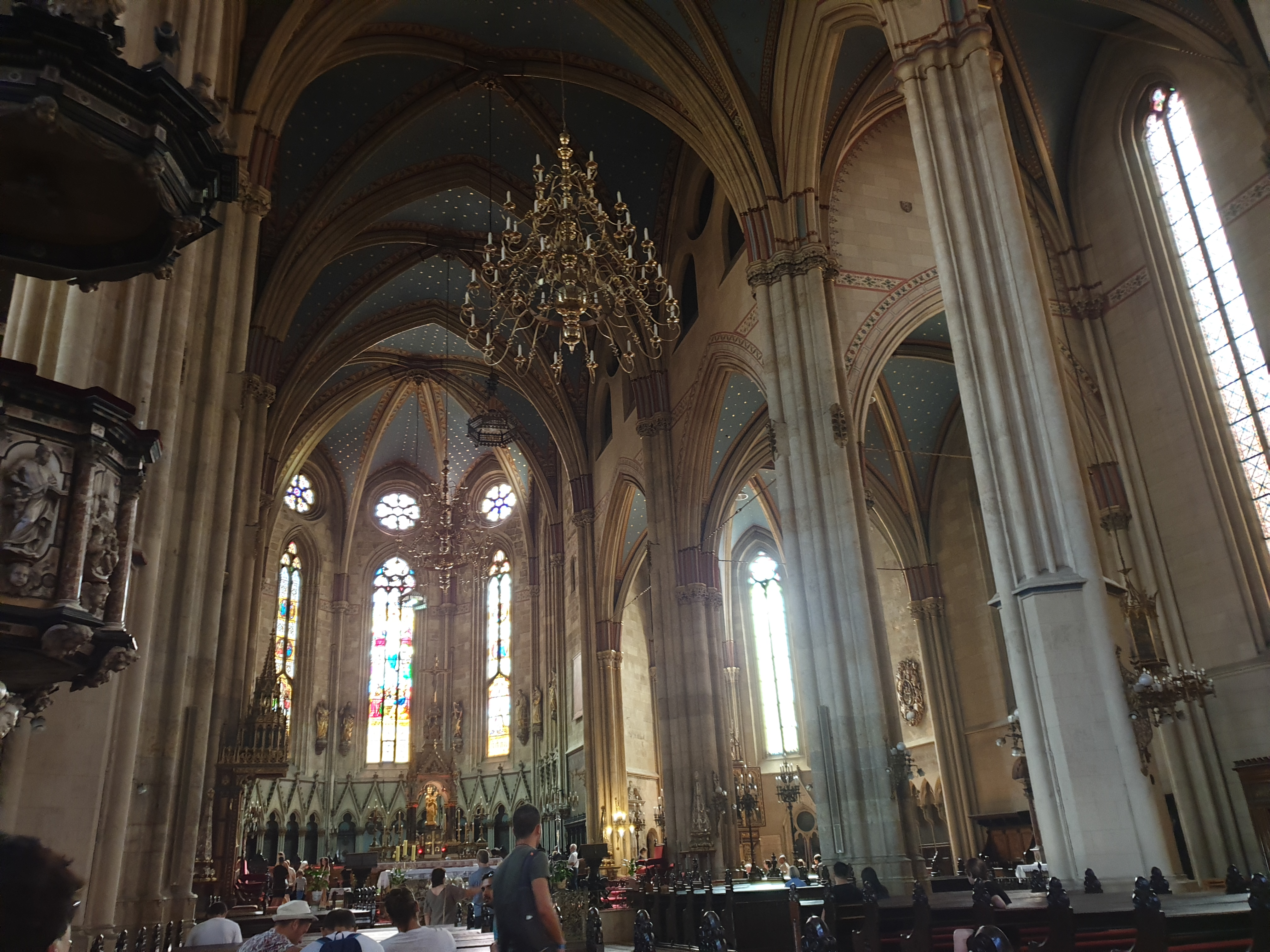
자그레브 주교좌 성당의 내부의 모습
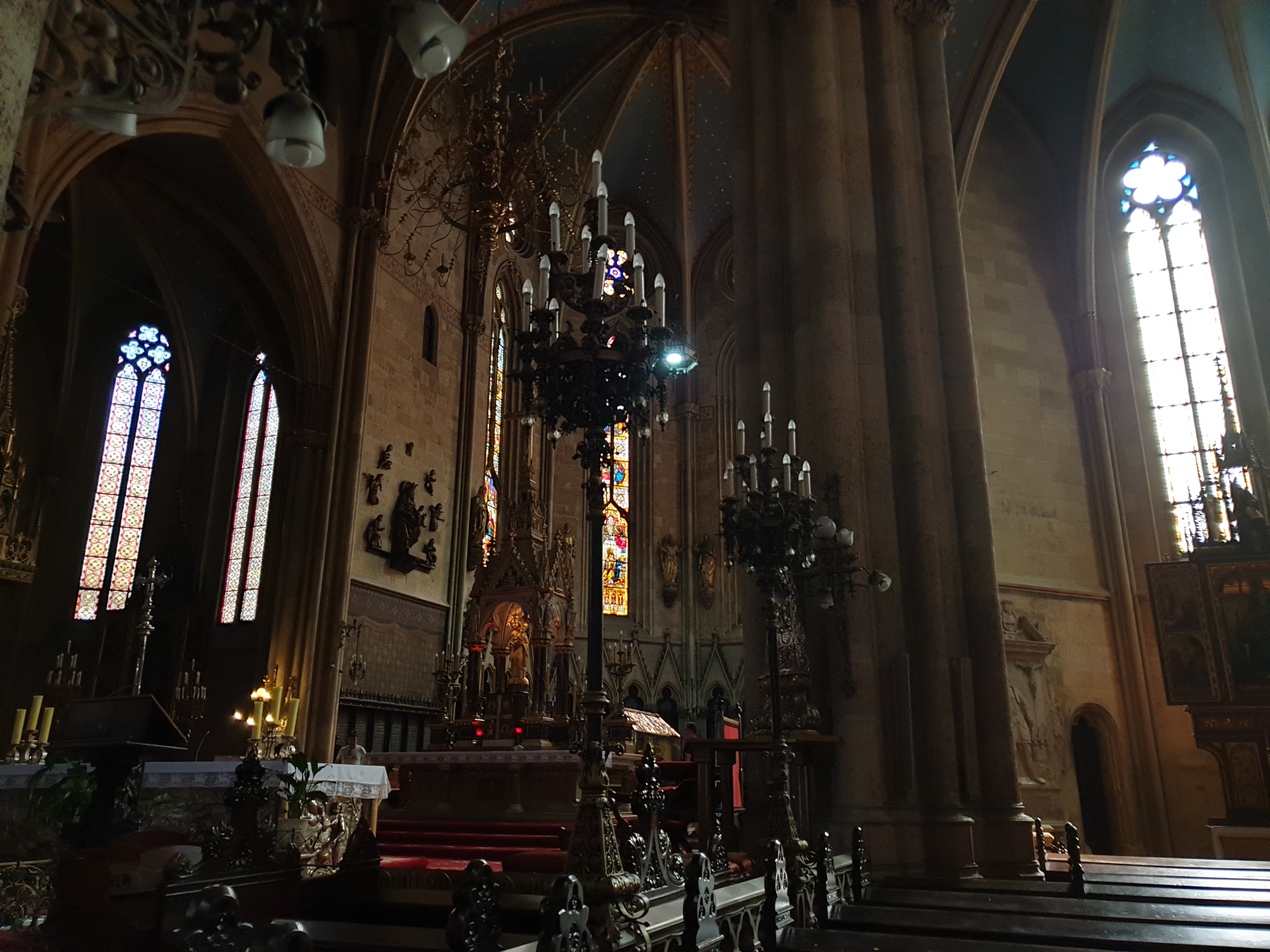
자그레브 주교좌 성당의 내부를 알로이지예 빅토르 스테피나츠의 시신이 있는 방향으로 바라본 모습
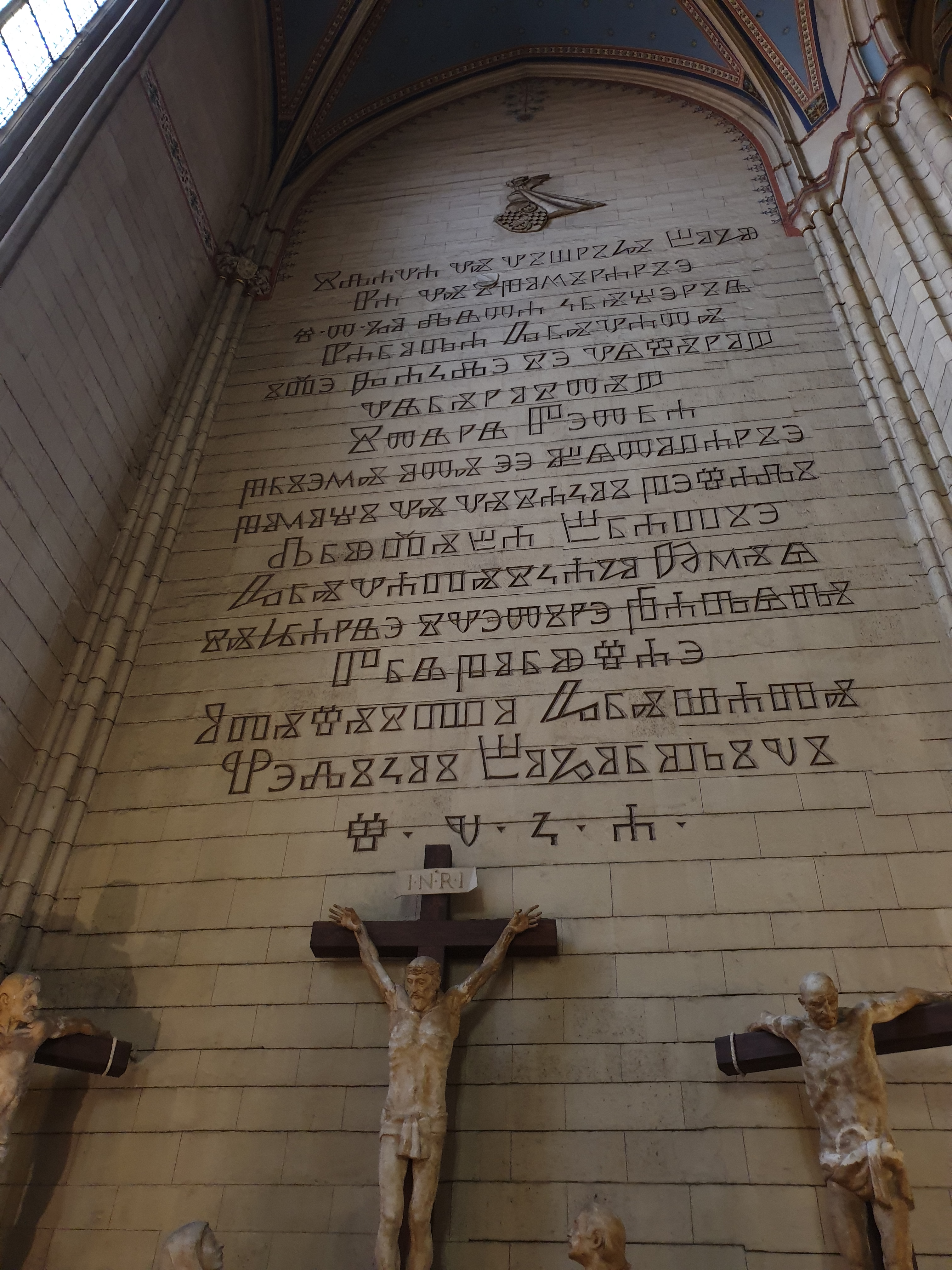
자그레브 주교좌 성당의 새겨진 글라골 문자 글

## 같이 보기
- 크로아티아의 역사
- 성 마르카 교회 (자그레브)
- 그라데츠
- 반 옐라치치 광장